# Bulusari (Kalipuro)
Bulusari is een bestuurslaag in het regentschap Banyuwangi van de provincie Oost-Java, Indonesië. Bulusari telt 3956 inwoners (volkstelling 2010).